# Introspection (Luiz Bonfá)
Introspection is een instrumentaal studioalbum van de Braziliaanse gitarist Luiz Bonfá. Het werd in 1972 uitgebracht.

## Nummers
Alle muziek en teksten zijn geschreven door Luiz Bonfá. 
| Nr. | Titel               | Duur |
| --- | ------------------- | ---- |
| 1.  | Enchanted Mirror    | 3:59 |
| 2.  | Summertime Love     | 3:00 |
| 3.  | Reflections         | 2:42 |
| 4.  | Concerto for Guitar | 3:15 |

| 5.                 | Rain               | 2:40 |
| 6.                 | Leque              | 1:49 |
| 7.                 | Missal (Estudo)    | 3:45 |
| 8.                 | Adventure in Space | 5:17 |
| Totale duur: 26:45 |                    |      |